# Жупіков Василь Михайлович
Василь Михайлович Жупіков (рос. Василий Михайлович Жупиков, 16 січня 1954, Астрахань, РРФСР, СРСР — 7 червня 2015, Подольск, Росія) — радянський і російський футболіст, захисник, тренер.
У 1996 році закінчив Волгоградський державний інститут фізичної культури і спорту. Майстер спорту СРСР (23.11.1977).

## Біографія
Вихованець астраханських клубу «Локомотив» і школи «Зміна».
У 1972 році зарахований в команду майстрів «Волгар» (Астрахань).
У 1975 році перейшов в «Крила Рад» (Куйбишев). У 1977 році запрошений в «Торпедо» (Москва), де успішно грав 9 сезонів. Виступав на позиції центрального захисника.
У 1986 році грав за «Динамо» (Москва), але в основі з'являвся нечасто — всього 6 матчів за сезон.
У 1987—1988 грав за «Спорт» Таллінн, куди його запросив Валерій Овчинников. У 1989 році перейшов в клуб «Лада» (Тольятті). У 1989—1993 роках знову грав за «Крила Рад» (Куйбишев).
У 1993 році відіграв 21 гру за «Нафтохімік» (Нижньокамськ), після чого завершив ігрову кар'єру.

## Збірна
За збірну СРСР зіграв 15 матчів.
Перший матч за збірну провів 7 вересня 1977 року проти Польщі. Радянська команда перемогла з рахунком 4:1, а Жупіков вийшов на поле на 78-й хвилині.
Останній матч у збірній провів 15 травня 1984 року проти Фінляндії. У цьому поєдинку радянські футболісти перемогли з рахунком 3:1.

## Стиль гри
З статті Віталія Прищепова [Архівовано 30 квітня 2020 у Wayback Machine.]: «Його називали стрижневим гравцем оборонної лінії — безстрашно вступаючи в боротьбу з будь-яким форвардом, він діяв жорстко, але коректно. Багато прославлених нападники в єдиноборствах з Василем Жупіковим втрачали свої найкращі якості».
З інтерв'ю В'ячеслава Чанова:
— Ми знаємо про випадок на митниці в олімпійській збірній з Дегтерьовим і Жупіковим. — Коли Васька моргнув? У нього був нервовий тик. Сіпалось праве віко, здавалося — підморгує. Пильний митник подумав: «Ага, треба брати». І пов'язали Юру, який йшов слідом, шмонали до упору. Жупіков після цього завжди митницю проходив останнім. Мене в «Торпедо» попередили: «За ним йти не можна». Він і в грі чудив. М'яч пролетить перед носом — не реагує, небезпечний момент біля наших воріт. Йому кричать: «Вась, ти чого?» Він руками розводить: «Моргнув». У команді прозвали Моргуліс .

## Досягнення
- Бронзовий призер чемпіонату СРСР 1977 року
- Володар Кубка СРСР 1986 року
- 3 рази входив в число 33-х найкращих футболістів сезону в СРСР (№ 2 в 1977 і 1978 роках, № 3 в 1983 році)

## Тренерська кар'єра
- Тренер в клубі «Нафтохімік» (Нижньокамськ) (1993—1997)
- Тренер в клубі «Локомотив» (Нижній Новгород) (1997—2001)
- Тренер-викладач СДЮШОР «Торпедо-ЗІЛ» (2001—2002)
- Тренер в клубі «Волгар-Газпром» (Астрахань) (2002—2005)
- Тренер-викладач СДЮШОР «Москва» імені Валерія Вороніна (з 2006). Працював з групами 1994 і 1997 років народження[4] .